# Kurt Kasznar
Kurt Kasznar (12 de agosto de 1913, Viena, Austria – 6 de agosto de 1979, Santa Mónica, Estados Unidos), registrado al nacer como Kurt Servischer, fue un actor teatral, cinematográfico y televisivo estadounidense de origen austriaco. Interpretó papeles en Broadway, y apareció en las producciones originales de Waiting for Godot, The Sound of Music y Barefoot in the Park, y tuvo muchos papeles notables en televisión y en películas, particularmente en las décadas de los 50 y 60.[cita requerida]

## Biografía
Nacido en Viena, Austria, su verdadero nombre era Kurt Servischer'. Cuando era muy joven, su padre dejó a la familia, por lo que su madre se casó más tarde con el propietario de un restaurante húngaro llamado Ferdinand Kasznar, que dio el apellido a Kurt.
Emigró a Estados Unidos mediada la década de 1930 para participar en la ópera oratorio de Kurt Weill The Eternal Road, en la cual interpretó doce papeles. En 1941, fue reclutado por el Ejército de los Estados Unidos, donde recibió entrenamiento como director de fotografía, y trabajó en el Teatro del Pacífico durante la Segunda Guerra Mundial. Fue destinado a una unidad de fotografía, y formó parte del equipo que rodó la firma del Acta de Rendición de Japón a bordo del USS Missouri (BB-63).[cita requerida]
La primera actuación importante de Kasznar en Broadway tuvo lugar en la pieza The Happy Time, en un papel que posteriormente interpretó en la adaptación cinematográfica, y por el cual fue nominado a un Globo de Oro. Otras obras que interpretó en Broadway fueron Barefoot in the Park, Esperando a Godot, Seis personajes en busca de autor y The Sound of Music, y fue nominado por su actuación en esta última a un Premio Tony.[cita requerida]
Kasznar también trabajó en el cine y en la televisión, en un total de más de 80 actuaciones. En televisión, destacó su trabajo como "Alexander Fitzhugh", en la serie Tierra de gigantes. Entre sus largometrajes, se incluyen Lili, Kiss Me Kate, La última vez que vi París, My Sister Eileen, A Farewell to Arms y 55 días en Pekín.[cita requerida]
En 1938, se casó con la heredera estadounidense Cornelia Whooley, quien falleció en 1948. Tuvieron una hija, la periodista Susan Lee Kasznar. En 1950, trabajando en Broadway, conoció a su segunda esposa, la actriz Leora Dana, con quien se casó en 1950 y de quien se divorció en 1958.[cita requerida]
Kurt Kasznar falleció a causa de un cáncer en Santa Mónica (California), en 1979.[cita requerida]

## Filmografía parcial
- Talk About a Stranger (1952)
- The Happy Time (1952)
- Lili (1953)
- Ride, Vaquero! (Una vida por otra) (1953)
- Kiss Me Kate (1953)
- Todos los hermanos eran valientes (1953)
- Give a Girl a Break (Tres chicas con suerte) (1953)
- Valley of the Kings (El valle de los reyes) (1954)
- La última vez que vi París (1954)
- Mi hermana Elena (1955)
- Anything Goes (1956)
- A Farewell to Arms (Adiós a las armas) (1957)
- Legend of the Lost (Arenas de muerte) (1957)
- Arms and the Man (1958)
- Rojo atardecer (The Journey, 1959)
- For the First Time (Por primera vez) (1959)
- 55 días en Pekín (1963)
- Casino Royale (1967)
- The Perils of Pauline (1967)
- The Ambushers (1967)
- The Smugglers (1968)
- Tierra de gigantes (1968-1970)